# Estelnic
Estelnic (in ungherese Esztelnek) è un comune della Romania di 1162 abitanti, ubicato nel distretto di Covasna, nella regione storica della Transilvania.
Il comune è formato dall'unione di 3 villaggi: Cărpinenii, Estelnic, Valea Scurtă.
Estelnic ha avuto autonomia amministrativa nel 2005, staccandosi dal comune di Poian.